# Francis Patrick Carroll
Francis Patrick Carroll (ur. 9 września 1930 w Garmain, zm. 14 marca 2024 w Wagga Wagga) – australijski duchowny rzymskokatolicki, w latach 1968–1983 biskup diecezjalny Wagga Wagga, w latach 1983–2006 arcybiskup Canberry-Goulburn.

## Życiorys
Święcenia kapłańskie uzyskał 27 lipca 1954 w swojej rodzinnej diecezji Wagga Wagga, udzielił ich mu ówczesny ordynariusz tej diecezji, Francis Augustin Henschke. 12 czerwca 1967 papież Paweł VI mianował go biskupem koadiutorem diecezji ze stolicą tytularną Tasaccora. Sakry udzielił mu 5 września 1967 wspomniany już bp Henschke. 24 lutego 1968, w wieku zaledwie 37 lat, został biskupem diecezjalnym Wagga Wagga. 25 czerwca 1983 papież Jan Paweł II powierzył mu urząd arcybiskupa Canberry-Goulburn. We wrześniu 2005 osiągnął biskupi wiek emerytalny (75 lat) i zgodnie z prawem kanonicznym złożył rezygnację, którą papież Benedykt XVI przyjął z dniem 19 czerwca 2006. Od tego czasu pozostawał arcybiskupem seniorem.